# Гановер Тауншип (округ Нортамберленд, Пенсільванія)
Гановер Тауншип (англ. Hanover Township) — селище (англ. township) в США, в окрузі Нортгемптон штату Пенсільванія. Населення — 11 783 особи (2020).

## Демографія
Згідно з переписом 2010 року, у селищі мешкало 10 866 осіб у 4245 домогосподарствах у складі 3144 родин. Було 4405 помешкань
Расовий склад населення:
| - 87,1 % — білих - 6,5 % — азіатів - 2,7 % — чорних або афроамериканців - 1,4 % — осіб інших рас |

До двох чи більше рас належало 2,1 %. Частка іспаномовних становила 4,8 % від усіх жителів.
За віковим діапазоном населення розподілялося таким чином: 23,1 % — особи молодші 18 років, 56,7 % — особи у віці 18—64 років, 20,2 % — особи у віці 65 років та старші. Медіана віку мешканця становила 45,9 року. На 100 осіб жіночої статі у селищі припадало 93,0 чоловіків;  на 100 жінок у віці від 18 років та старших — 89,2 чоловіків також старших 18 років.
Середній дохід на одне домашнє господарство  становив 102 332 долари США (медіана — 82 773), а середній дохід на одну сім'ю — 116 048 доларів (медіана — 95 964). Медіана доходів становила 70 612 долари для чоловіків та 46 795 доларів для жінок. За межею бідності перебувало 5,5 % осіб, у тому числі 9,2 % дітей у віці до 18 років та 4,8 % осіб у віці 65 років та старших.
Цивільне працевлаштоване населення становило 5545 осіб. Основні галузі зайнятості: освіта, охорона здоров'я та соціальна допомога — 29,4 %, виробництво — 14,3 %, фінанси, страхування та нерухомість — 11,8 %, роздрібна торгівля — 11,2 %.